# International Grand Lodge of Druidism
Die International Grand Lodge of Druidism (IGLD) ist eine weltweite Vereinigung von Logen, die auf den im Zeitalter der Aufklärung gegründeten Ancient Order of Druids zurückgehen. Sie haben das Ziel, Humanität, Toleranz, Menschenrechte und die Freundschaft unter den Mitgliedern zu fördern. Mit Kult und Glauben der historischen Kelten und ihrer geistigen Führungsschicht, der Druiden, hat die Vereinigung nichts zu tun. Durch die Namensgebung wollten die Gründer Wissenschaft, Kunst, Weisheit und Naturverbundenheit symbolisieren.

Der siebenstrahlige Stern: Internationales Symbol der aufklärerisch-humanistischen Druiden

## Verbreitung
Logen der IGLD existieren in englischsprachigen Ländern, in Skandinavien, Deutschland und der Schweiz. In anderen Ländern, etwa Südafrika oder Österreich, gab es im 20. Jahrhundert Logen, sie gingen jedoch im Lauf der Zeit unter.
Die Gesamtzahl der Mitglieder ist nicht bekannt. Sie liegt in der Größenordnung von 50.000 weltweit.
In Deutschland gibt es 48 Logen mit aktuell 823 Mitgliedern (Stand Mai 2024), in der Schweiz 11 Logen an sieben Standorten (Stand: Januar 2017).

## Organisation
Die IGDL ist ähnlich aufgebaut wie andere Logen-Systeme. Die lokalen oder regionalen Logen sind in Großlogen zusammengefasst.
Der Weltverband IGDL wurde 1908 im Haus des Vereins Eichenhain e. V., Wurzerstraße in München gegründet, in dem damals vier Druiden-Logen ihren Sitz hatten, darunter die noch heute existierende Bavaria-Loge im Deutschen Druiden-Orden. Den Vorsitz hat ein turnusmäßig wechselnder Präsident. Alle vier Jahre findet ein Weltkongress in einem anderen Land statt. Der Internationalen Großloge kann sich ein Mitglied einer örtlichen Loge zusätzlich als Mitglied anschließen und somit am Weltkongress teilnehmen. Stimmberechtigt sind jedoch nur die Delegierten der einzelnen Länder; sie wählen den Vorstand der IGLD. Die nationalen Großlogen sind autonom und nicht an Weisungen der IGLD gebunden.

### Deutschland

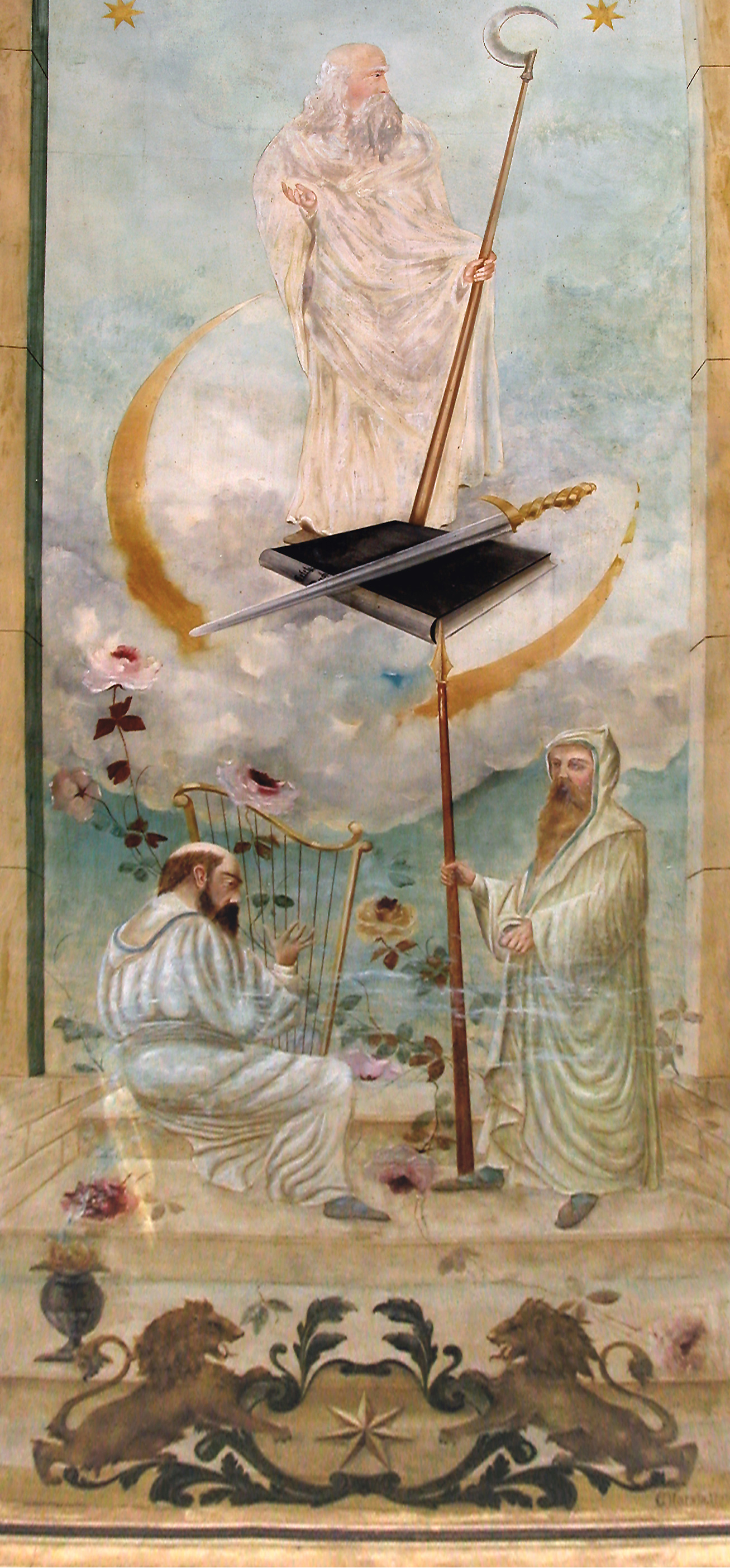
Deckengemälde zum Thema Druiden in Dresden, Martin-Luther-Straße 17

Die offizielle Bezeichnung der deutschen Großloge ist Deutscher Druiden-Orden VAOD e. V., wobei VAOD für „Vereinigter Alter Orden der Druiden“ steht. In Deutschland sind fast alle lokalen Logen und die Groß-Logen, die ungefähr dem Gebiet der Bundesländer entsprechen, eingetragene Vereine. Die Vorsitzenden sowie weitere gewählte Delegierte sind Mitglied des Ordenstags, der das oberste Organ des Deutschen Druiden-Ordens bildet. Vom Ordenstag wird das Präsidium für eine Amtsperiode von vier Jahren gewählt. Gegenwärtig gibt es in Deutschland 48 Logen, davon vier Frauenlogen.

### Großbritannien
Der Alte Druidenrat (Ancient Order of Druids) wurde 1781 von Heinrich Hurle, dem ersten Erzdruiden Englands, in London wieder eingeführt. Historisch ist es der älteste neodruidische Bruderorden seit dem 18. Jahrhundert. Die druidischen Logen sind hauptsächlich in Südengland und seit 2021 in Frankreich vertreten. Die AOD wird vom Kaiserlichen Erzdruiden regiert.

### Schweiz
Der schweizerische Zweig kennt nur eine einzige Großloge. Die Schweizer Großloge nennt sich Schweizerischer Druidenorden (SDO).

### Zeitschrift
Die gemeinsame offizielle Zeitschrift des Deutschen Druiden-Ordens und des Schweizerischen Druidenordens ist der zweimal jährlich erscheinende Druidenstern.

### Podcast
Der Deutsche Druiden-Orden hat seit 2023 seinen eigenen Podcast, in dem interessante Vorträge zu hören sind. Der Podcast wird für verschiedene Anbieter wie Spotify, Audible etc. angeboten.

## Mitgliedschaft
Die Logen des Druiden-Ordens nehmen entweder nur Männer oder nur Frauen als Vollmitglieder auf. Die jeweiligen Partner werden jedoch bei den meisten Aktivitäten einbezogen, die nicht zur sogenannten Innenloge zählen. Diese ist den Mitgliedern vorbehalten. Der Druiden-Orden fördert die Gründung und Arbeit von Frauen-Logen, die sich an seinen Grundsätzen orientieren.
Kandidaten sollen mindestens 24 Jahre alt sein und in geordneten Verhältnissen leben. Die Aufnahme neuer Mitglieder bedarf der Zustimmung aller Mitglieder einer Loge. Sie erfolgt in einem feierlichen Ritual. Es gibt drei Logengrade: Der Ovatengrad symbolisiert das Streben nach Wahrheit, der Bardengrad gilt der Kunst und Herzensbildung, und im Druidengrad lautet das Motto: Verantwortung und Tatkraft.

## Ziele
Die Ziele des Deutschen Druiden-Ordens sind gemäß Paragraph 2 der Vereinssatzung von 2005:

„Der Deutsche Druiden-Orden steht unter dem Wahlspruch Einigkeit, Frieden und Eintracht. Seine Mitglieder nennen sich Brüder. Sie treten ein für Humanismus, tätige Nächstenliebe, Brüderlichkeit, Toleranz und den Schutz der Menschenrechte. Der Orden erwartet von seinen Mitgliedern aktive Mitarbeit und eine seinen Wertvorstellungen gemäße Lebensführung. Er befasst sich nicht mit politischen oder religiösen Aufgaben.“

Der Schweizerische Druidenorden setzt sich insbesondere folgende Ziele:

„Freundschaften schaffen und vertiefen, sich mit den geistigen Werten der Menschheit auseinander setzen, die gewonnenen Erkenntnisse in den Alltag tragen, bedrängten oder hilflosen Menschen helfen, gemeinsam das gegenseitige Verständnis fördern, Überzeugungen und Bekenntnisse Andersdenkender verstehen und achten, den Nächsten unbeeinflusst von Bildungsstand, Rang und Herkunft respektieren.“

Es besteht keine religiöse Bindung; auch ein ausgesprochener Atheist kann Mitglied werden oder sein. Mit den großen Religionen hat es nie Konflikte gegeben. Über Religion und Politik darf innerhalb der Logen diskutiert werden; konfessioneller oder parteipolitischer Streit ist jedoch verpönt. Von den Mitgliedern wird erwartet, dass sie über alle internen Gespräche und Meinungsäußerungen Vertraulichkeit nach außen wahren.
Alle Mitglieder genießen gegenseitiges Besuchsrecht in in- und ausländischen Logen.
Das Ziel tätiger Nächstenliebe verfolgen die Logen durch Förderung lokaler Aktivitäten. In Deutschland gibt es darüber hinaus die Druidenhilfe e. V., einen gemeinnützigen Verein mit der Aufgabe, bundesweit Spendengelder einzusammeln und nach strengen Kriterien für gemeinnützige Zwecke einzusetzen.
Das wichtigste Symbol der International Grand Lodge of Druidism ist der siebenstrahlige Druidenstern, der als Leitstern dafür sorgen soll, die Ziele im Blick zu behalten.

## Geschichte
1781 wurde der „Ancient Order of Druids (AOD)“ von einem Freundeskreis um Henry Hurle in der Gaststätte „The King’s Arms“ in Londons Poland Street gegründet. In seinen Idealen und damit in der Namensgebung bezog er sich auf die alten Druiden der Kelten. Die damalige Epoche war geprägt vom Gedankengut der Aufklärung einerseits und zum Teil gewalttätigen, politisch oder religiös motivierten Auseinandersetzungen andererseits. Es kam zur Gründung einer Reihe von bürgerlichen Vereinigungen, die sich die Förderung der Menschlichkeit, Toleranz und gegenseitigen Hilfe zum Ziel gesetzt hatten.
Es gibt Hinweise auf eine bereits 1717 ebenfalls in London gegründete Vereinigung mit dem Namen „The Druid Circle of the Universal Bond“ (Gründer: John Toland), aus der später der AOD hervorgegangen sein soll.
Die rasche Ausbreitung des Ordens in England führte 1833 zu einer großen Spaltung, bei der ein Teil der englischen Druiden unter der Bezeichnung „UAOD (United Ancient Order of Druids)“ eine eigene Großloge gründete. Als Friendly Society (Versicherung auf Gegenseitigkeit) widmete sie sich besonders der Hilfe für ihre Mitglieder und deren Angehörige bei Arbeitslosigkeit, Krankheit oder Tod. Diese Vereinigung, auf Deutsch „Vereinigter Alter Orden der Druiden (VAOD)“, breitete sich weltweit vor allem in englischsprachigen Ländern aus. So entstanden 1824 die ersten Logen in Kanada, 1839 die George Washington Grove #1 in New York, und 1861 der UAOD in Australien.
1872 wurde – mit Unterstützung aus den USA – in Berlin die Dodona-Loge gegründet. Diese erste deutsche Druiden-Loge besteht heute noch.
1908 wurde die Internationale Großloge (IGLD) bei einer Konferenz in München ins Leben gerufen. Seit 1913 sind durch den Welt-Kongress von London alle verschiedenen Ordens-Zweige der Welt einschließlich des in England weiter existierenden AOD wieder vereinigt.
Ab 1933 setzten die Nationalsozialisten den Deutschen Druiden-Orden, der damals 264 Logen mit rund zehntausend Mitgliedern umfasste, zunehmenden Repressalien aus, etwa durch offene oder verdeckte Boykottaufrufe gegen seine Mitglieder, willkürliche Beschlagnahmung von Logenvermögen usw. Am 19. Mai 1935 beschloss das Führungsgremium die Selbstauflösung. Im Jahr 1947 gründeten frühere Mitglieder, die auch während der NS-Zeit den Kontakt untereinander aufrechterhalten hatten, den Verein wieder.
In der Schweiz fasste der Druiden-Orden 1912 zum ersten Male Fuß mit der Gründung der Arnold-Winkelried-Loge in Zürich. Da diese der deutschen Großloge unterstellt war, löste sie sich, wie die deutschen Logen, während des Naziregimes wieder auf. Auf Grund von Kontakten mit der süddeutschen Großloge gründeten 1962 einige Männer in Basel die Jacob-Burckhardt-Loge. Von dort aus verbreitete sich der Orden in der Schweiz.
Mit dem Aufkommen der heute üblichen Sozialversicherungssysteme ging die Bedeutung des VAOD als Versicherung auf Gegenseitigkeit stark zurück und spielt in Deutschland kaum mehr eine Rolle (obwohl die Hilfe für Mitglieder und deren Angehörige nach wie vor als moralische Verpflichtung gesehen wird). Die australische Lebensversicherungsgesellschaft NobleOak bezieht sich noch heute in ihrer Selbstdarstellung auf ihre Vorgängerorganisation, eine vom australischen AOD gegründete Friendly Society.